# Takumi Wada
Takumi Wada (japanisch 和田 拓三 Wada Takumi; * 20. Oktober 1981 in der Präfektur Shizuoka) ist ein ehemaliger japanischer Fußballspieler.

## Karriere
Wada erlernte das Fußballspielen in der Schulmannschaft der Hamana High School und der Universitätsmannschaft der Nihon-Universität. Seinen ersten Vertrag unterschrieb er 2004 bei den Shimizu S-Pulse. Der Verein spielte in der höchsten Liga des Landes, der J1 League. Für den Verein absolvierte er 17 Erstligaspiele. 2007 wechselte er zum Ligakonkurrenten Yokohama FC. Für den Verein absolvierte er 23 Erstligaspiele. 2008 wechselte er zum Ligakonkurrenten Tokyo Verdy. Für den Verein absolvierte er 22 Erstligaspiele. 2009 wechselte er zum Ligakonkurrenten JEF United Chiba. Am Ende der Saison 2009 stieg der Verein in die J2 League ab. Für den Verein absolvierte er 27 Ligaspiele. 2011 wechselte er zum Erstligisten Avispa Fukuoka. Am Ende der Saison 2011 stieg der Verein in die J2 League ab. Für den Verein absolvierte er 45 Ligaspiele. Ende 2012 beendete er seine Karriere als Fußballspieler.

## Erfolge
Shimizu S-Pulse
- Kaiserpokal

Finalist: 2005